# NINO-Wirtschaftspark

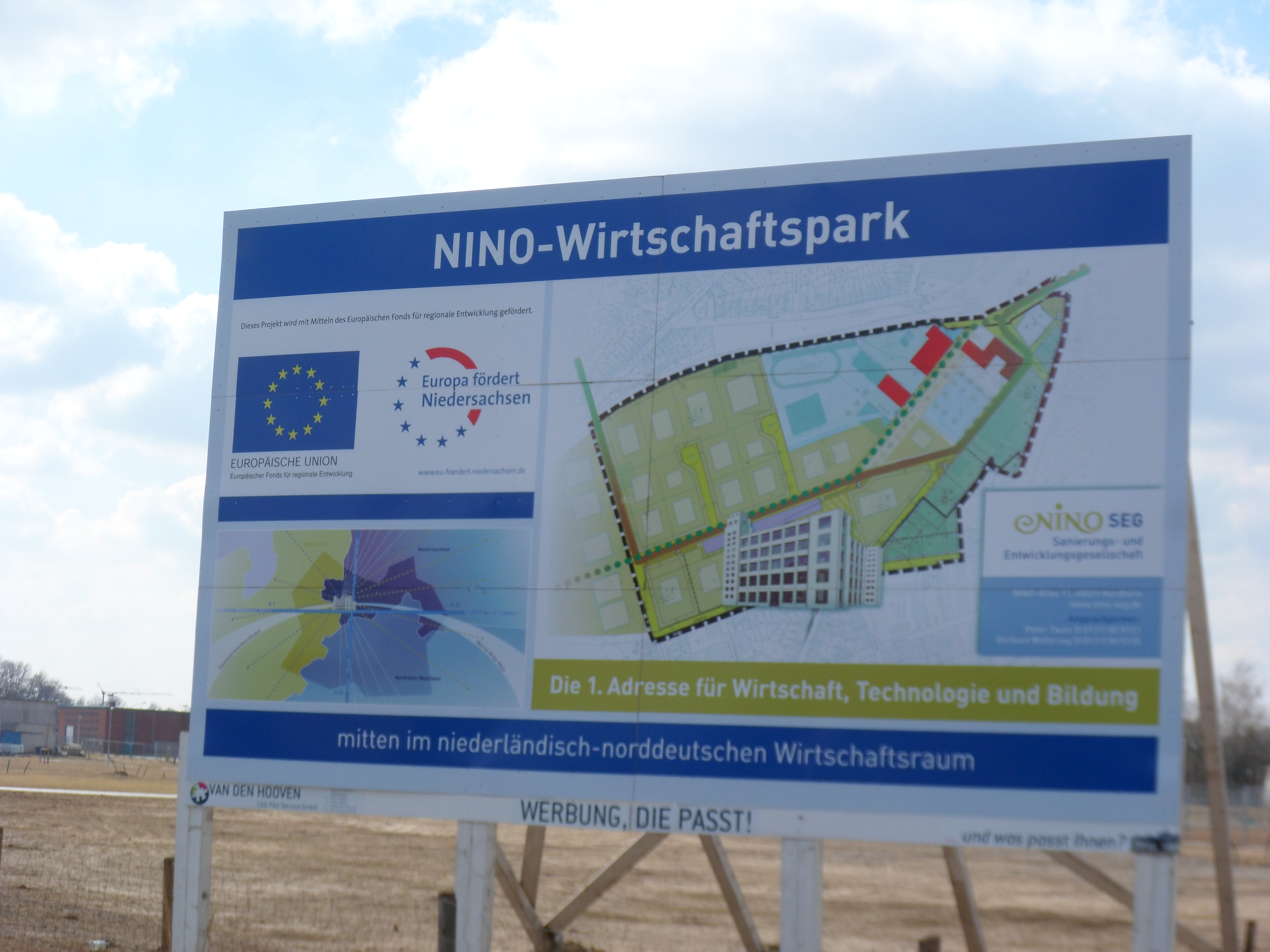
Entstehender NINO-Wirtschaftspark (2013)

Der NINO-Wirtschaftspark befindet sich in Nordhorn und entstand ab 2008, als das Werksgelände der NINO AG nach dem Konkurs der einstigen Weltfirma und Jahren des Leerstands und drohenden Verfalls einer neuen Nutzung als „überregionales Kompetenzzentrum und Netzwerk für die Wirtschaft“ zugeführt wurde.
Im Rahmen des Neuordnungskonzeptes entstand im östlichen Geländeteil das Wirtschaftskompetenzzentrum um den Spinnereihochbau. Der westliche Teil des Geländes wurde in zwei Abschnitte unterteilt: zum einen der Bereich um das ehemalige Rohgewebelager, das inzwischen von der Volkshochschule genutzt wird und um einen Komplex erweitert wurde, der das Evangelische Gymnasium beherbergt, an den sich ein Sportgelände anschließt, zum anderen das Verwaltungsgebäude mit Ballenlager und Kriegerdenkmal. Trotz des langen Leerstands blieben insbesondere die architekturtypischen Details der Außenansichten aller vier verbliebenen Gebäude erhalten und wurden durch aufwändige Renovierung konserviert. Im Inneren wurden die Gebäude durch Kernsanierung und Umbau auf ihre neue Nutzung vorbereitet.
Auf die ursprünglich vorgesehene Entwicklung von Wohnbauflächen auf dem Gelände wurde mangels Investoren, aber auch zugunsten eines vergrößerten Gymnasiums und großzügiger Freiflächen, verzichtet. Der Rest des ehemaligen Werksgeländes wurde als Wirtschaftspark nutzbar gemacht, der neben den erhalten gebliebenen und allesamt unter Denkmalschutz gestellten Werksgebäuden über gut sechs Hektar frei parzellierbare Grundstücke verfügte, die für eine gewerbliche Mischnutzung zur Verfügung gestellt wurden; mittelständische Unternehmen, Kleingewerbe, Dienstleister und Service-Betriebe aus den Bereichen Wirtschaft, Technologie und Bildung nutzen zu attraktiven Konditionen die innenstadtnahen Flächen. Die ursprüngliche Planung war von einem Projektabschluss bis 2003 ausgegangen. Doch das Konzept ließ sich indes in dieser Form nur stückweise verwirklichen; insbesondere hatten die Verantwortlichen das Interesse zahlungskräftiger Investoren überschätzt und den Umfang der erforderlichen Bodensanierung unterschätzt.

## Firmengeschichte
1897 wurde die Weberei Niehues von Bernhard Niehues und Friedrich Dütting gegründet. Mit 30 Webstühlen und 60 Mitarbeitern begann zunächst die Produktion von Schürzenstoffen. 1904 waren bereits etwa 700 Mitarbeiter bei Niehues & Dütting (N & D), wie das Unternehmen inzwischen hieß, beschäftigt. Im Verlauf der 1920er Jahre erreichte N & D mit seinen inzwischen 3.000 Beschäftigten eine Spitzenstellung in der deutschen Textilindustrie und war 1929 als dreistufiges Textilunternehmen aufgebaut, das aus Spinnerei, Weberei und Veredlung bestand.
Das Unternehmen spezialisierte sich im Lauf der Zeit auf die Veredelung von Stoffen und zählte zwischen 1950 und 1970 zu den führenden Textilunternehmen Europas. In der Hochphase der europäischen Textilerzeugung waren um 1957 in dem inzwischen unter dem Namen NINO firmierenden Unternehmen bis zu 6.000 Mitarbeiter in dem Werk beschäftigt. Das Werksgelände war mittlerweile nahezu flächendeckend mit ein- bis zweigeschossigen Werkhallen bebaut, sodass auf einer neu erworbenen Fläche jenseits des Nordhorn-Almelo-Kanals neue Produktionshallen entstanden und das notwendig gewordene zweite Verwaltungsgebäude dort errichtet wurde.
Die Fläche des Hauptwerkes bis zur Zeppelinstraße betrug 11,4 ha. Auf der östlichen Seite des Geländes befanden sich die Spinnerei mit Spulerei und Zwirnerei. Über den westlichen Gebäudekomplex erstreckten sich die Werkshallen der Vorbehandlung, Schlichterei, Färberei, Appretur, Schlosserei, Tischlerei, Elektrowerkstatt, Fertigwarenlager und sonstige Lager. In der Nähe des Hauptbetriebsgeländes befand sich die Neutralisationsanlage.
In der Textilkrise ab Mitte der 1970er-Jahre führten die Veränderungen im Welttextilmarkt und die zunehmende Globalisierung zu einem schrittweisen Ende des Unternehmens. 1994 meldete die NINO AG Konkurs an. Nach der Einstellung der Produktion wurden die Spinnereimaschinen aus dem Hochbau nach Osteuropa verkauft. Zum 31. Dezember 1994 verloren auch die verbliebenen 1.570 Beschäftigten ihre Arbeitsplätze. Zurück blieben verwaiste und verfallende Werksanlagen und eine Industriebrache mit einem Altlastenproblem anfangs unbekannten Ausmaßes.

## Fabrikareal und erhaltene Gebäude
Das Betriebsgelände der Firma erstreckte sich von der Prollstraße im Norden bis an den Frensdorfer Ring, entlang der Turmstraße und deren Verlängerung im Osten bis an den Nordhorn-Almelo-Kanal im Süden. Im Westen zog sich die Begrenzung entlang der Hafenstraße sowie der Bahntrasse der Bentheimer Eisenbahn. Die maximale Ausdehnung betrug 850 Meter in Nord-Süd-Richtung und 300 Meter in West-Ost-Richtung. Direkt im Westen des Sanierungsgebietes verlief die Schienentrasse der Bentheimer Eisenbahn AG, die diese Strecke nur für den Güterverkehr bedient. Der südlich des Sanierungsgebietes verlaufende Nordhorn-Almelo-Kanal aus dem Jahr 1892 wird nicht mehr für die Binnenschifffahrt genutzt. Der Kanal zieht sich auf ca. 500 Meter Länge entlang des Gebietes. Im Norden grenzten der Güterbahnhof sowie ein Gartenbaumarkt an das Sanierungsgebiet an.
Dem Uhrzeigersinn folgend fand sich hauptsächlich kleinteilige, ein- bis zweigeschossige Wohnbebauung sowie ein Getränkehandel und eine Schule auf der Ostseite des Werkes. Entlang der Turm- und Hambrachstraße standen mehrere Gebäudeensembles, die aus dem Werkswohnungsbau entstanden sind. Im Südosten war direkt am Nordhorn-Almelo-Kanal ein Gewerbebetrieb aus der Papierrecyclingbranche angesiedelt, der nach einem Brand abgerissen wurde. Auf Grund der bevorzugten Lage des Grundstücks am Kanal und zur umgebenden Wohnbebauung sowie der offensichtlichen Funktionslosigkeit dieser Flächen wurde das Grundstück mit in die Sanierung einbezogen.
Der 1928/29 errichtete Spinnereihochbau zählt zusammen mit dem 1921/22 erstellten Rohgewebelager und der 1921/23 gebauten Verwaltung zu einem Ensemble von Industriedenkmalen, die sowohl das ehemalige Fabrikgelände als auch das Stadtbild Nordhorns prägten. Diese Gebäude wurden, wie die meisten Bauwerke der Firma NINO, nach den Plänen des Stuttgarter Industriearchitekten Philipp Jakob Manz errichtet.

### Spinnereihochbau

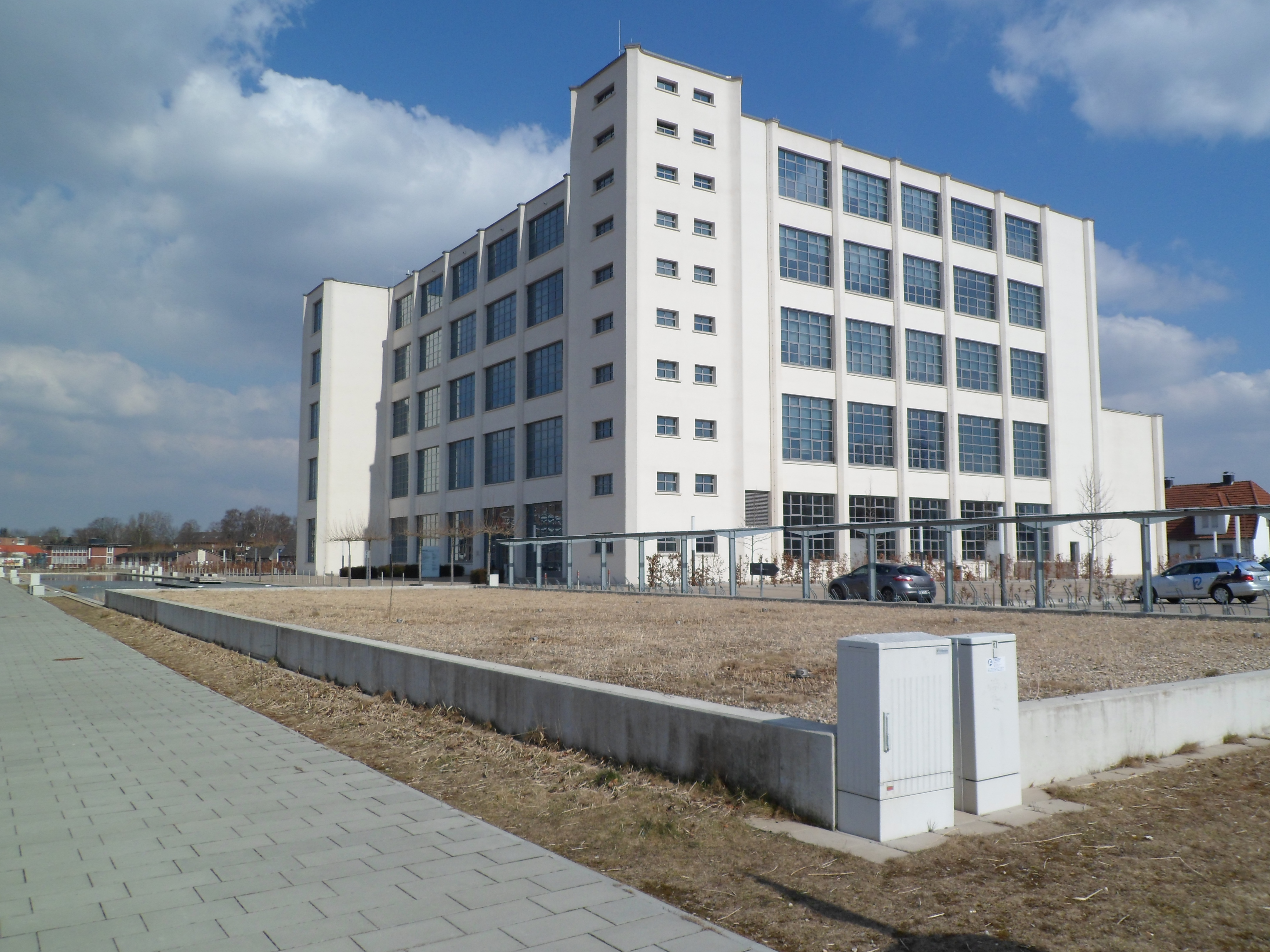
Der sanierte Spinnereihochbau, heute Wirtschafts- und Kompetenzzentrum

Der NINO-Hochbau wurde in der textilen Blütezeit Nordhorns von Manz entworfen und 1928/29 errichtet. Der Spinnerei-Hochbau von Niehues & Dütting wurde als neuer Mittelpunkt eines gleichzeitig stark erweiterten Fabrikkomplexes um die Nordhorner Prollstraße herum konzipiert. Bis heute handelt es sich um das größte Einzelgebäude der Stadt Nordhorn. Zusammen mit dem kurz zuvor errichteten Spinnereihochbau der Konkurrenzfirma Ludwig Povel & Co. prägten die mitten in der Stadt gelegenen monumentalen Industriebauten jahrzehntelang die Nordhorner Stadtlandschaft.
Ab 2005, also neun Jahre nach Werksschließung, wurde nach den Plänen des Münsteraner Architekturbüros Rainer Kresing mit einem Finanzaufwand von rund 26 Millionen Euro mit der Sanierung und Umgestaltung des Gebäudes zu einem „Kompetenzzentrum Wirtschaft“ begonnen. Seit Fertigstellung bietet der Hochbau 10.000 m² Nutzfläche, die sich auf rund 7.500 m² für Büros und einen Kongresssaal, 600 m² Seminar-/Besprechungsräume und 1.400 m² für eine federführend vom Nordhorner Stadtmuseum bestückte Museumsgalerie sowie einen Gastronomiebereich aufteilen.
Das Kompetenzzentrum wurde 2010 eröffnet.
In seiner äußeren Struktur blieb der Spinnereihochbau weitgehend unverändert. Im Inneren wurde die Fläche jedoch um circa ein Drittel verringert und mittels einer über drei Geschosse gehenden, überdachten Innenhofgalerie quasi zweigeteilt. Während Erdgeschoss sowie erstes und zweites Obergeschoss gewerblicher Nutzung vorbehalten sind, wurden die beiden oberen der insgesamt fünf Geschossebenen zu Loftwohnungen umgebaut.

### Verwaltungsgebäude mit Ballenlager

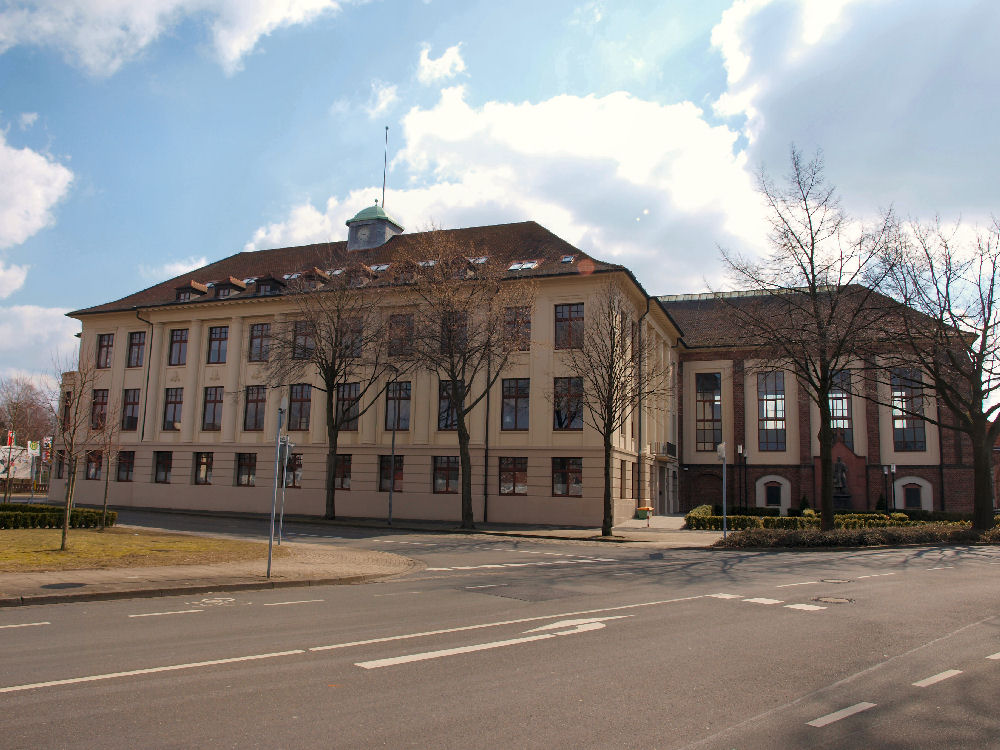
Verwaltungsgebäude mit Ballenlager

Von 1921 bis 1923 wurden an der Prollstraße das Verwaltungsgebäude und das Ballenlager ebenfalls nach den Plänen von Philipp Jakob Manz errichtet. Dieser Gebäudekomplex gilt als eines der bedeutendsten Baudenkmale der Textilgeschichte der Stadt. Er bildete zusammen mit dem gegenüberliegenden, auch von Manz entworfenen Rohgewebelager, das heute von der Volkshochschule und dem Evangelischen Gymnasium benutzt wird, gleichsam das Eingangstor zum NINO-Fabrikgelände.
Zwischen Verwaltungsgebäude mit Ballenlager und gegenüberliegendem Rohgewebelager verläuft entlang der früheren Fabrikstraße die wichtigste Sichtachse, die den Blick auf den massigen Spinnereihochbau lenkt und so ein stadtbildprägendes Gebäudeensemble bildet.
Das Verwaltungsgebäude mit seinen drei Geschossen und einem mächtigen Walmdach wurde auf ursprünglich einer L-förmigen Grundfläche errichtet, deren langer Schenkel parallel zur Prollstraße ausgerichtet ist.
Bestimmt wird die Fassadengliederung des Ballenlagers durch kräftige Wandvorlagen, zwischen denen vertikal ausgerichtete Felder eingelassen sind. Das Ballenlager wurde lediglich durch einige Fenster in den Schmalseiten und durch ein schmales Band auf dem First des Walmdachs belichtet. Im Innern besaß das Ballenlager zunächst nur einen großen Raum, um Baumwolle zu deponieren. Damit dieser Lagerraum ohne Stützen überbrückt werden konnte, war das Dachwerk mit einem dreifachen Hängewerk ausgestattet worden. Später wurde in dem Lager über dem Erdgeschoss eine Decke eingezogen.
1927 wurde ein eingeschossiger Flügel am Steinweg angefügt, womit das Verwaltungsgebäude eine U-förmige Grundfläche erhielt. Dieser Anbau wurde 1936, wiederum nach den Plänen von Manz, mit zwei Obergeschossen und einem ausgebauten Dachgeschoss versehen. Die Fassaden des an das Verwaltungsgebäude anschließenden Ballenlagers wurden nicht mit Kunststeinplatten verkleidet, aber seine Fassaden in ihrer Gliederung jenen des Verwaltungsgebäudes angeglichen. So wurden die Höhen des Gurtgesimses und des Traufgesimses vom Verwaltungsgebäude übernommen.
Das 1921 als erstes Gebäude dieses Ensembles an der Prollstraße errichtete Pförtnerhäuschen wurde abgetragen.
Ein weiteres ehemaliges NINO-Verwaltungsgebäude liegt außerhalb dieses Areals an der Bentheimer Straße auf der anderen Seite des Nordhorn-Almelo-Kanals.

### Rohgewebelager

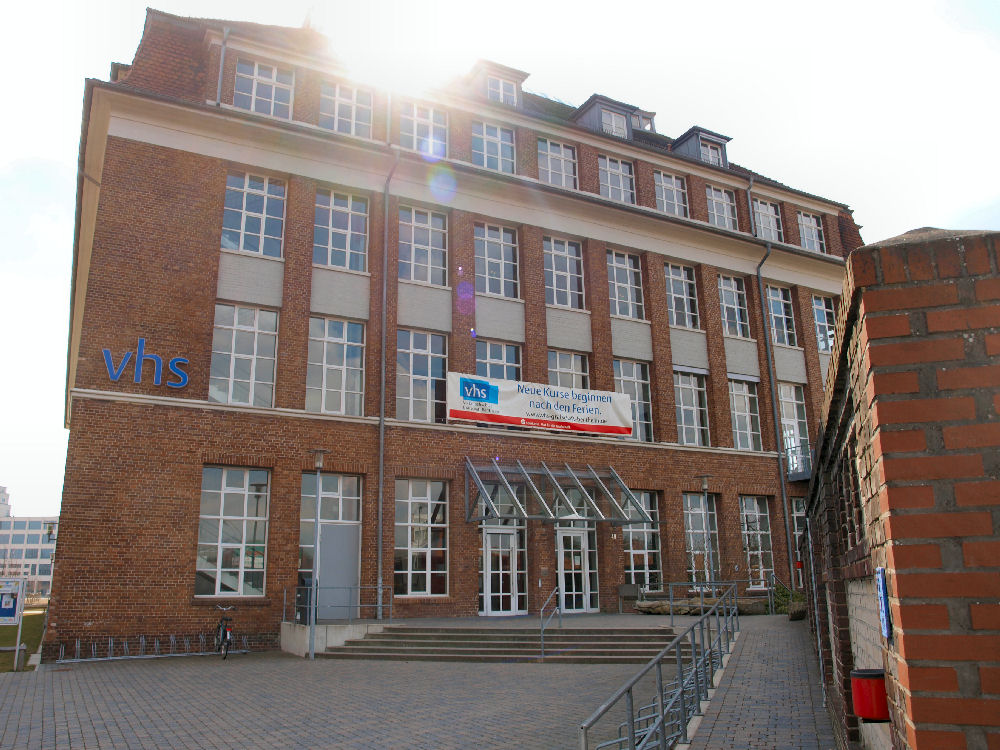
Rohgewebelager, Eingang Volkshochschule

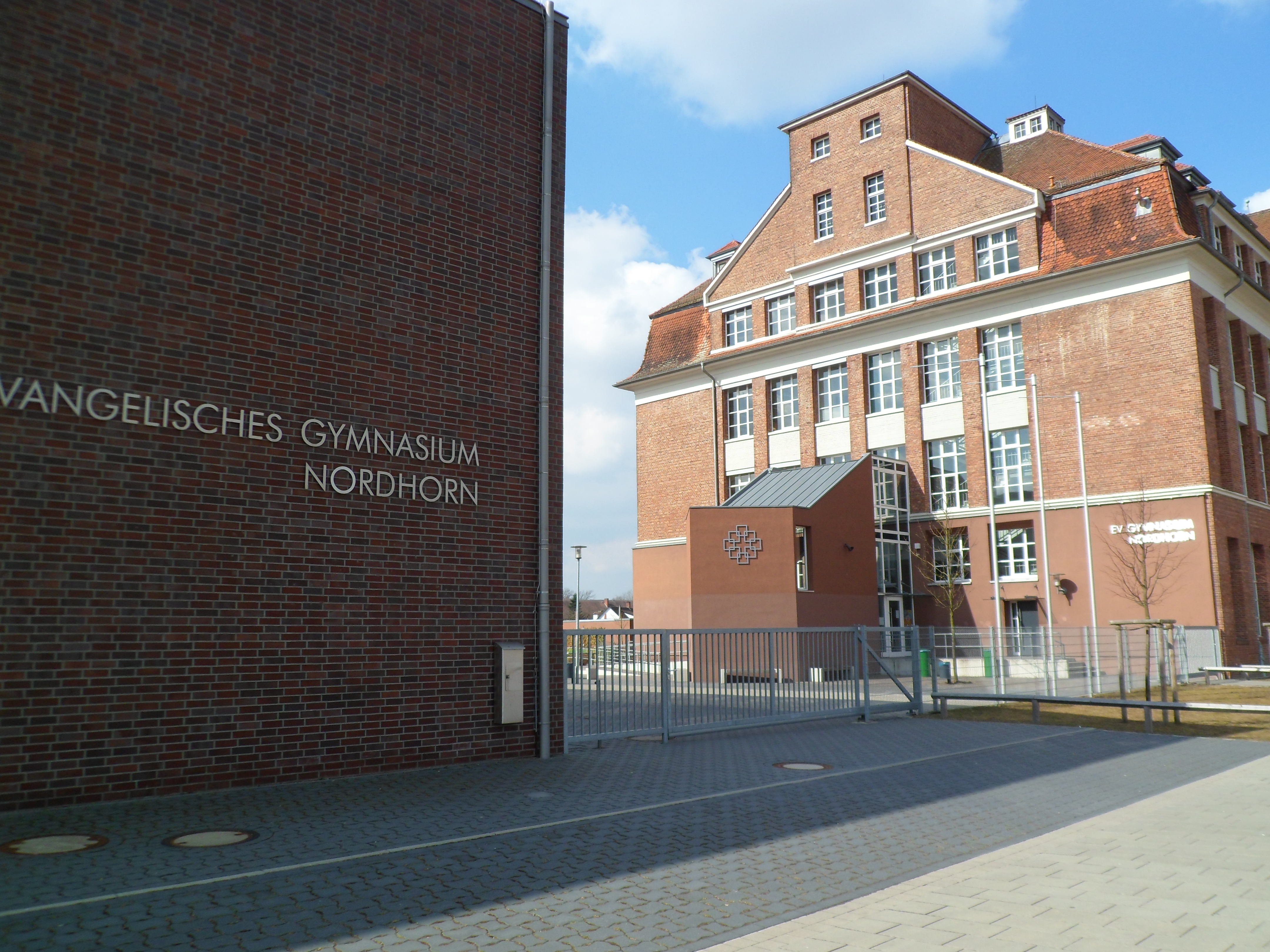
Gymnasiums-Bereich mit Anbau

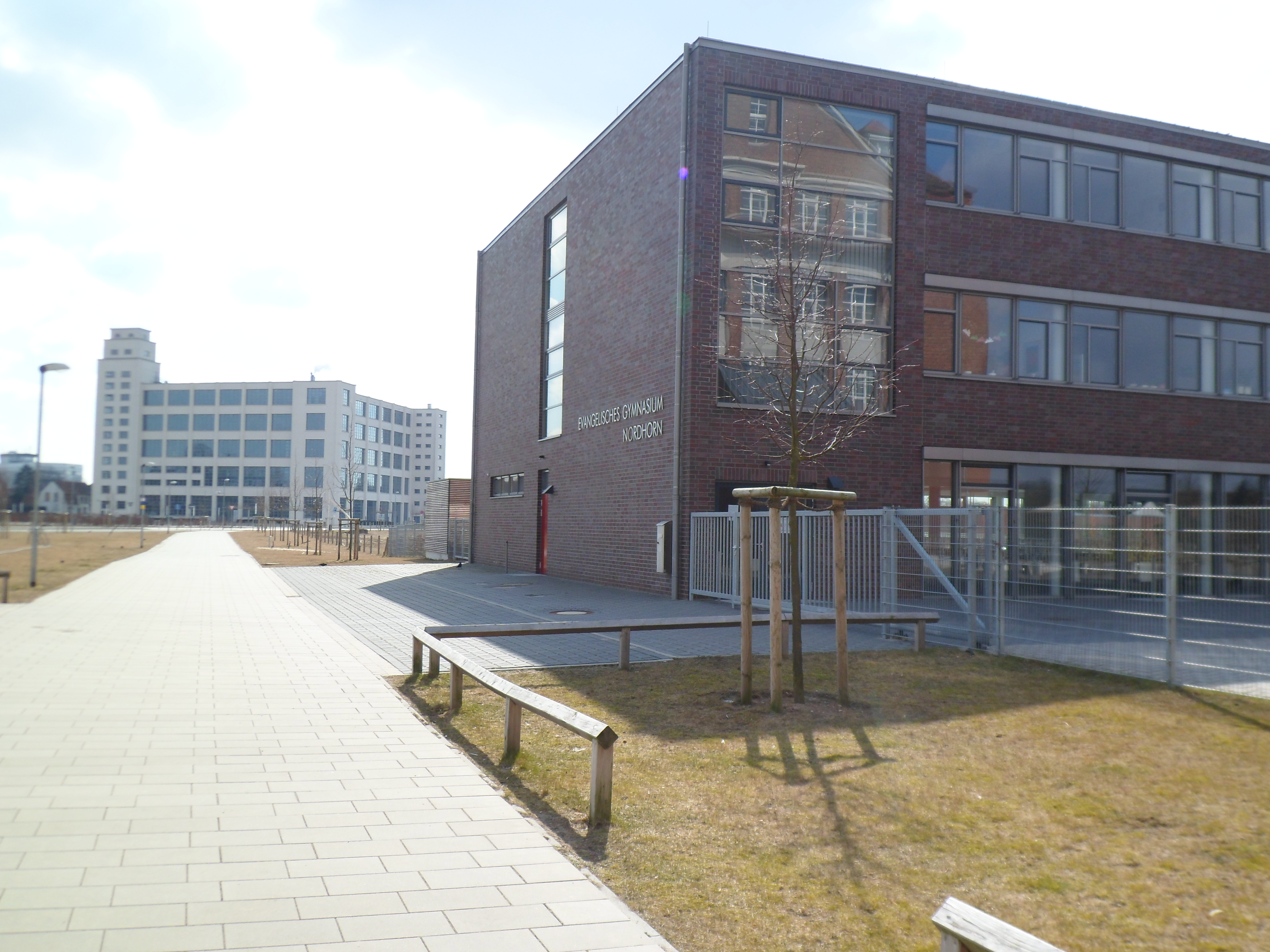
Anbau des Gymnasiums (Spinnereihochbau im Hintergrund)

Das Rohgewebelager war Teil des umfangreichen Fabrikkomplexes aus der textilen Blütezeit Nordhorns, es wurde von dem Stuttgarter Industriearchitekt Philipp Jakob Manz entworfen und 1921/22 errichtet.
Das Gebäude mit seinen schlichten, neoklassizistischen Fassaden wurde am nördlichen Zugang des Fabrikgeländes zwischen der dort beginnenden Werkstraße und den Gleisen der Bentheimer Eisenbahn platziert.
Es wurde als viergeschossiges Kopfgebäude unter Mansard-Walmdächern errichtet und bestand aus einem an der Nordseite ausgerichteten breiten Baukörper, der mit zwei tieferen und zusammen etwas schmäleren Gebäudeteilen verbunden war.
Mit der Werksschließung 1994 kam es zu einem Leerstand bis 2002, als das Gebäude unter weitgehender Erhaltung seines äußeren Erscheinungsbildes saniert und als multifunktionales Büro- und Geschäftsgebäude umgebaut wurde.
Nach dem Umbau fand die Nordhorner Volkshochschule hier ihren neuen Sitz, die bis dahin an fünf verschiedenen Standorten in Nordhorn verstreut war. Mit dieser Nutzung konnte gut die Hälfte der Nutzfläche (3.250 von insgesamt 6.100 m²) belegt werden.
Mit Beginn des Schuljahres 2004/05 richtete das Gymnasium am Stadtring zunächst eine Außenstelle in den restlichen Räumlichkeiten ein.
Gleichzeitig begann erneut eine Diskussion um die Errichtung eines zweiten Gymnasiums in Nordhorn. Schon 1968 hatte der Kreistag beschlossen, in Nordhorn ein zweites Gymnasium einzurichten. Im Mai 1970 wurde die Absicht jedoch nicht weiter verfolgt, weil die Schülerzahlen rückläufig waren und in Niedersachsen eine klare Schulkonzeption fehlte. Stattdessen verlagerte sich die Diskussion auf die Einführung der Orientierungsstufe in Niedersachsen. Der neue Vorstoß erfolgte durch den Kirchenkreistag des lutherischen Kirchenkreises Emsland/Grafschaft Bentheim mit dem Vorschlag, das Gymnasium in gemeinsamer Trägerschaft mit der reformierten Kirche zu führen. Nach Auflösung der Orientierungsstufe im Jahre 2004 entschied dann der Landkreis zunächst, zwei Schuljahrgänge in eine Außenstelle auf dem NINO-Gelände auszugliedern.
Angesichts der explodierenden Schülerzahlen im Gymnasium Nordhorn kam es im Frühjahr 2006 zu einem Umdenken. Die Klassen 5 bis 8 waren inzwischen siebenzügig, die Klassen 9 und 10 sechszügig. Die Schülerzahlen waren in den letzten beiden Jahren von 900 auf knapp 1.600 gestiegen, das Lehrerkollegium musste in derselben Zeit von 70 auf 115 aufgestockt worden. Am 21. Juni 2007 beschloss der Kreistag nach vorhergegangener langer und teilweise kontroverser Debatte einstimmig den Bau und die Einrichtung eines zweiten Gymnasiums in der Kreisstadt Nordhorn unter der Trägerschaft der Evangelisch-lutherischen Landeskirche Hannovers.

### Evangelisches Gymnasium
Kurz darauf wurde mit der Errichtung des Schulgebäudes und der Außenanlagen für das neu gegründete Evangelische Gymnasium Nordhorn (EGN) begonnen. Nach den Plänen der Architekten Breidenbend und Pena entstanden ein dreigeschossiger Schulneubau und Außenanlagen inkl. Schulsportanlage für das Gymnasium.
Es wurden zwölf allgemeine Unterrichtsräume, zwei Physikräume, die Bibliothek, einen Mehrzweckraum als Aula und Cafeteria sowie eine Ausgabeküche und verschiedene Nebenräume auf rund 3.300 Quadratmetern geschaffen.
Die Einweihung des neuen Gymnasiums und die Einschulung der ersten Schüler fand im August 2008 statt. Die Feier begann mit einem Open-Air-Gottesdienst; die Predigt hielt Landesbischöfin Margot Käßmann.
Das Evangelische Gymnasium ist als offene Ganztagsschule mit zwei Nachmittagen mit Pflichtkursen und zwei Nachmittagen mit freiwilligen Kursangeboten wie einer Hausaufgabenhilfe konzipiert. Zur Stärkung der Klassengemeinschaft wird schultäglich ein gemeinsames Mittagessen in der Schulmensa eingenommen.

## Wirtschaftspark

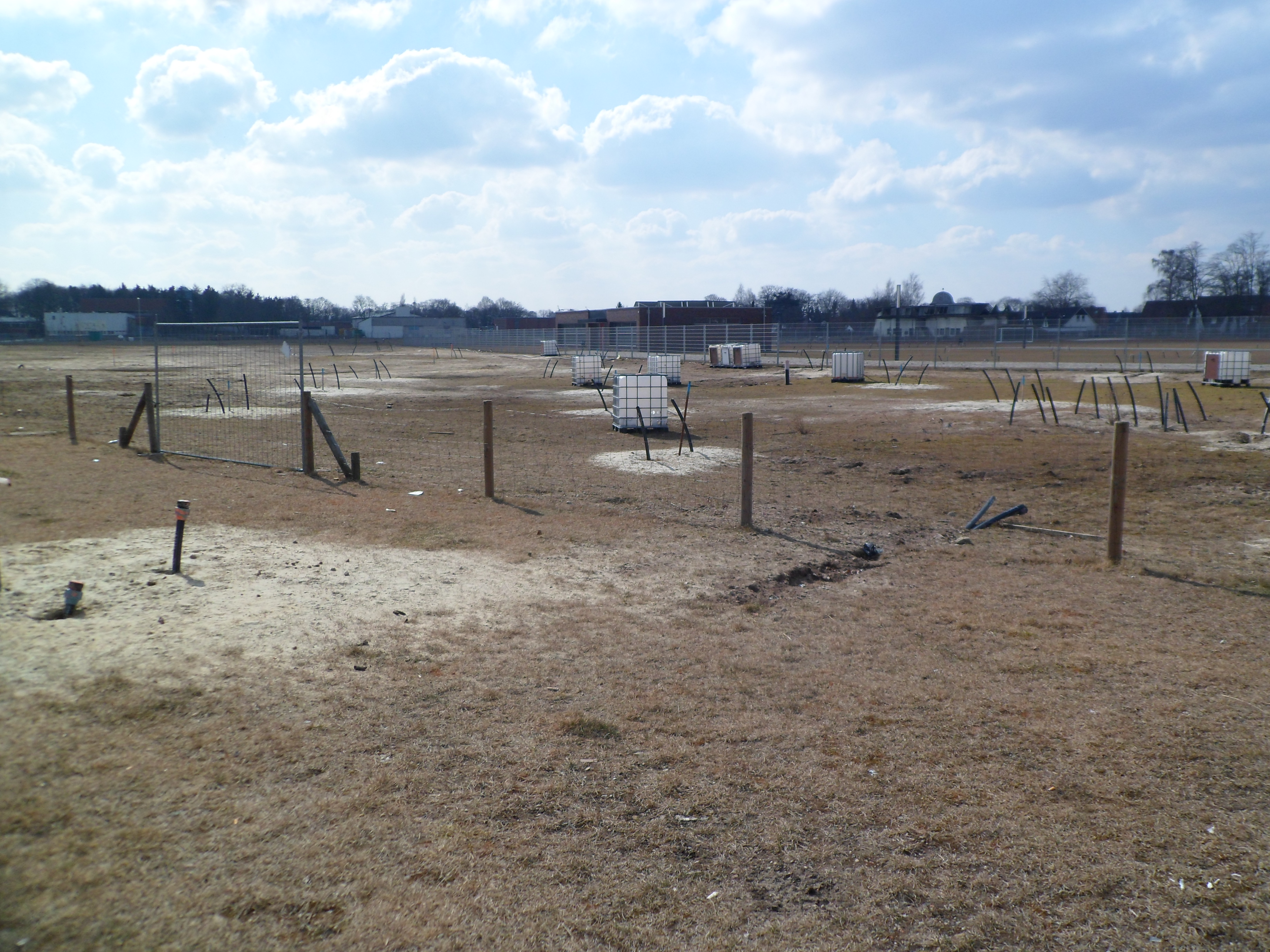
Mikrobiologische In-situ-Sanierung

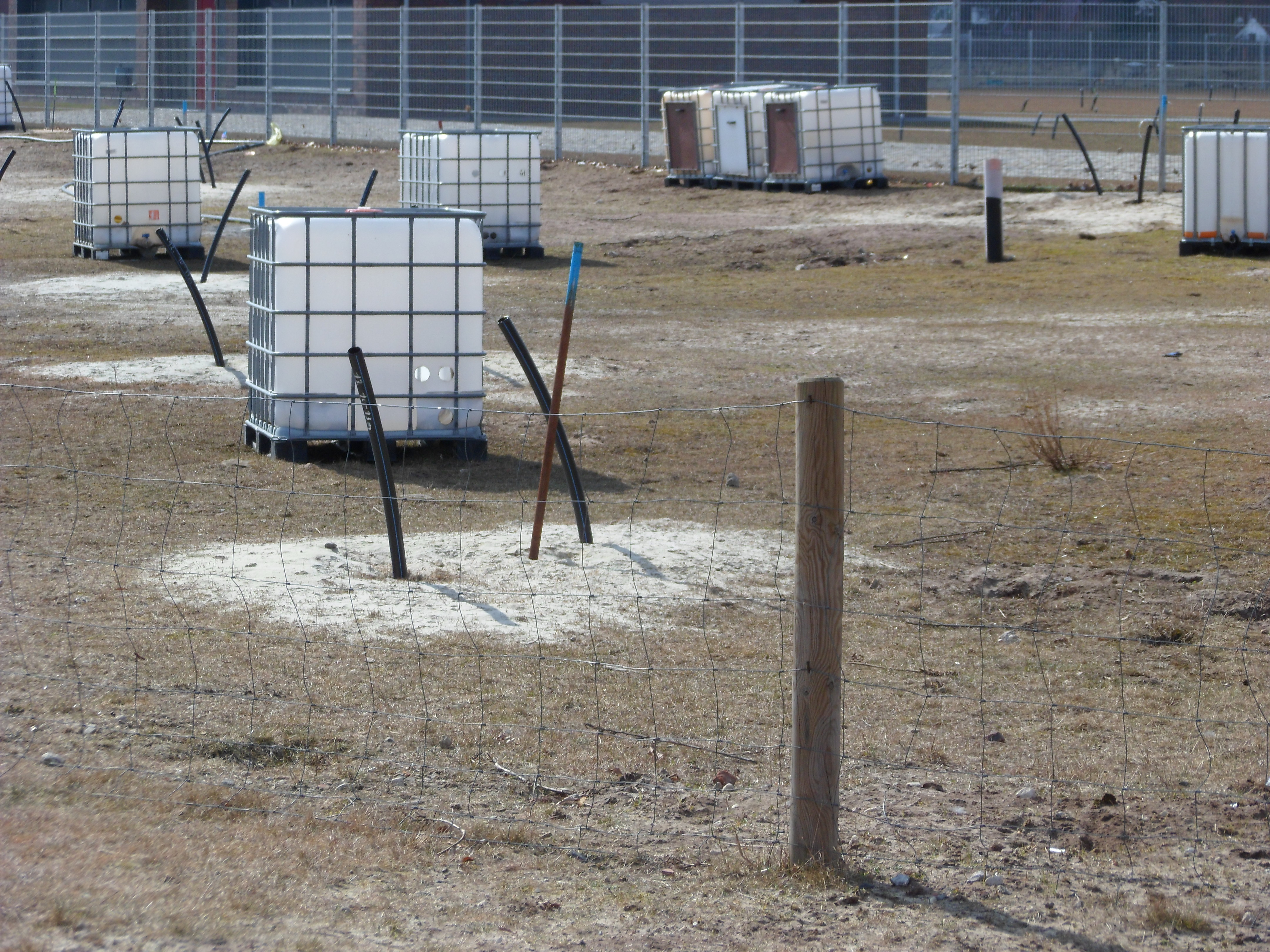
Tensidinjektion

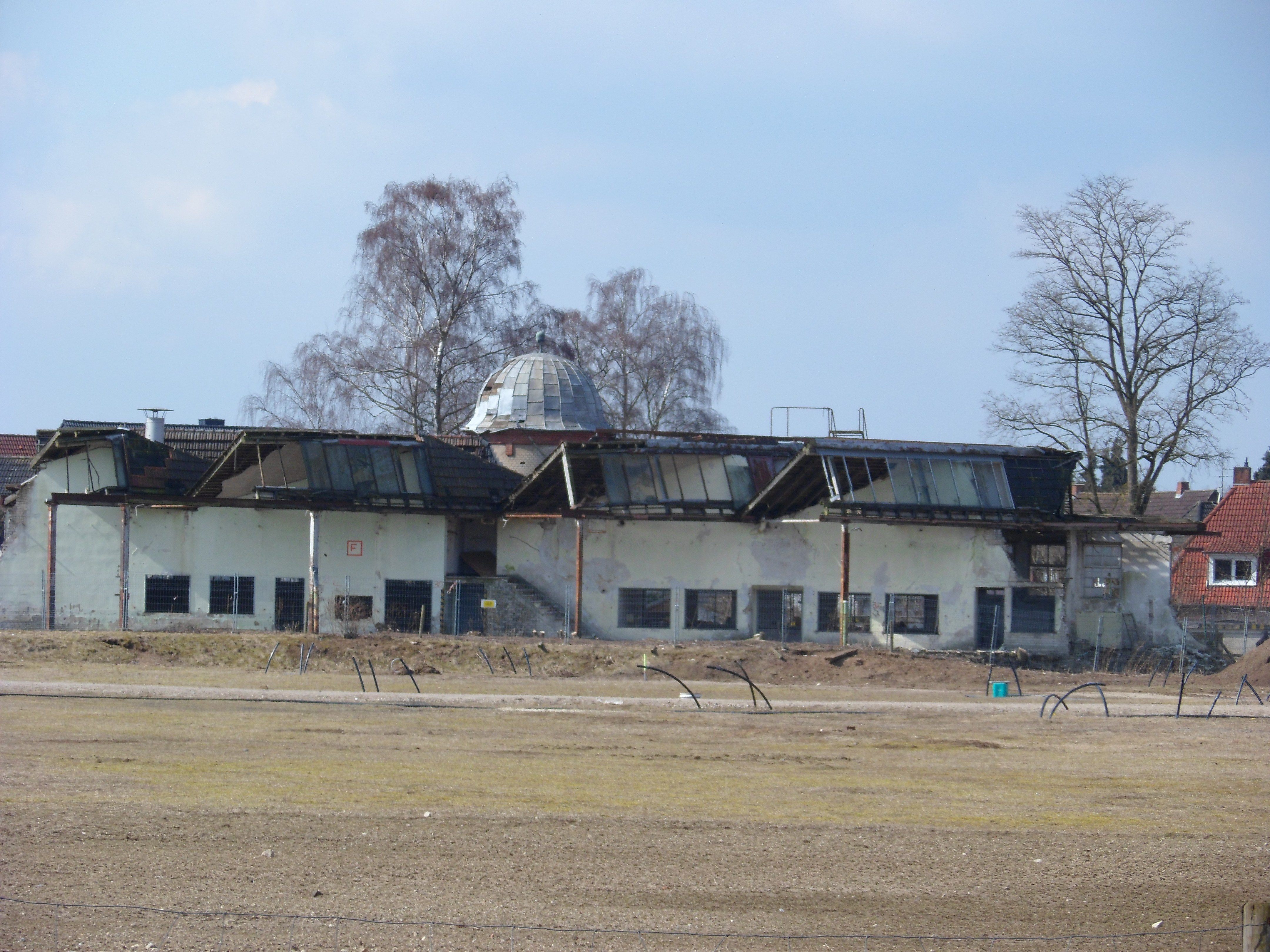
Das im Mai 2013 abgerissene Manz-Türmchen

Als das Unternehmen 1994/96 in Konkurs ging, musste für den gesamten, rund 20 Hektar großen, in unmittelbarer Innenstadtlage gelegenen ehemaligen Fabrikkomplex, dessen Mittelpunkt der Spinnerei-Hochbau darstellte, eine neue Nutzung gefunden werden, bevor das Areal zur Industriebrache wurde.
1999 gründeten die Stadt Nordhorn und der Landkreis Grafschaft Bentheim die NINO Sanierungs- und Entwicklungsgesellschaft (genannt Nino SEG), um das gut zwölf Hektar große Areal zu sanieren und für neue Nutzungen vorzubereiten. Wenig später begann der Abriss der Fabrikhallen. Den Abriss des Hochbaus verhinderte schließlich nur seine Größe; die Abrisskosten wären enorm hoch gewesen.
Im Jahr 2000 erwarb eine Nordhorner Investorengruppe das Industriegebäude aus der NINO-Insolvenzmasse, musste ihren Versuch, das Objekt zu einem Bürozentrum umzubauen, schließlich aus finanziellen Gründen aufgeben und den Hochbau 2004 in das Sanierungsvermögen der Stadt Nordhorn zurückgeben.
Dem 2001/2002 neu formulierten Ziel der Stadt Nordhorn, alle Industriegebäude auf dem NINO-Areal zu beseitigen und die Fläche als Wohngebiet auszuweisen, stand der riesige Spinnereihochbau zu sehr im Wege. Dazu mehrten sich inzwischen die Stimmen, die den Erhalt dieses einzigartigen Symbols der Nordhorner Textilära befürworteten. Architekten, wie die Stuttgarter Architekturhistorikerin Kerstin Renz, mahnten, die Nordhorner Spinnereihochbauten von NINO und Povel seien „eindrucksvolle Spätwerke des berühmten Baumeisters Manz“ und „im europäischen Vergleich eine absolute Ausnahmeerscheinung“.
2005 entschied sich die Stadt Nordhorn zur Einrichtung eines „Wirtschaftsparks“ mit dem Spinnerei-Hochbau als Wahrzeichen und „überregionales Kompetenzzentrum und Netzwerk für die Wirtschaft“, der von einem Gymnasium und der Volkshochschule im Rohgewebelager sowie einem neuen Wohngebiet umrahmt werden sollte. Der Wirtschaftspark sollte für eine Mischnutzung offenstehen; mittelständische Unternehmen, Kleingewerbe, Dienstleister und Service-Betriebe sollten zu attraktiven Konditionen innenstadtnahe Flächen nutzen können. Die ursprüngliche Planung war von einem Projektabschluss bis 2003 ausgegangen. Doch das Konzept ließ sich in dieser Form bislang nur stückweise verwirklichen; insbesondere hatten die Verantwortlichen das Interesse zahlungskräftiger Investoren überschätzt.
Bis 2006 waren einige alte Hallen noch an verschiedene Nutzer vermietet. Anschließend abgebrochen wurden 40.000 m² Hallenfläche, so die Hallen der Schauerei, des Fertigwarenlagers und der Betriebswerkstätten zwischen Werkstraße, Bahngelände und Zeppelinstraße. Erhalten blieben drei große Baudenkmale: Spinnereihochbau, Verwaltungsgebäude und Rohgewebelager, die allesamt unter Denkmalschutz gestellt wurden. Nach massiven Einwohnerprotesten entging auch das Manz-Türmchen jahrzehntelang einem Abriss, verfiel aber mehr und mehr. Am 24. Mai 2013 berichteten die Grafschafter Nachrichten überraschend: Das „Manz-Türmchen“ ist Geschichte. Der Abriss der alte Werksfassade sei wegen einer Firmenansiedlung auf dem Gelände erfolgt.
Die langjährige industrielle Nutzung des Geländes führte neben der partiellen Kontamination der Bausubstanz auch zu erheblichen Verunreinigungen des Untergrundes. Auf dem nach dem Abbruch freigelegten Gelände wurden hohe Schadstoffbelastungen vorgefunden. Neben erheblichen Grundwasser-Verschmutzungen fanden die Sanierer Giftstoffzentren unter dem ehemaligen Kalanderraum und der Schlosserei. Im Bereich der ehemaligen Betriebstankstelle und des Öl- und Chemikalienlagers entlang der Zeppelinstraße wurden sogar Boden- und Grundwasserverseuchungen nachgewiesen, die weiter als 20 Meter unter die Geländehöhe reichten. Diese Verseuchungen wurden ab Ende 2006 mit einem aufwändigen Bodenaustausch sowie chemischen und biologischen Abbauverfahren zu beseitigen versucht; Anfang 2013 halten die Arbeiten noch an.
Die Sanierung und Neunutzung des ehemaligen NINO-Geländes beinhaltet somit neben den bereits abgeschlossenen Abbruchmaßnahmen auch umfangreiche Boden- und Grundwassersanierungsmaßnahmen, die derzeit (Mitte 2013) noch weitergeführt werden. Zu nennen wären hier Bodenaustauschmaßnahmen, hydraulische Sicherungsmaßnahmen sowie verschiedene In-situ-Sanierungstechniken.